# Włodzimierz Józef Mężyński
Włodzimierz Józef Mężyński herbu Kościesza (ur. 17 marca 1889 w Tarnopolu, zm. 9 lutego 1918 w Krakowie) – major Legionów Polskich, założyciel oddziału strzeleckiego w Białej, działacz partyjny i społeczny, redaktor pisma „Robotnik Tkacki” w Bielsku, kawaler Orderu Virtuti Militari.

## Rodowód
Włodzimierz Józef Mężyński urodził się 17 marca 1889 roku w Tarnopolu, na wschodnich kresach Rzeczypospolitej. Wywodził się z rodziny przesiąkniętej duchem patriotyzmu od pokoleń. Praprzodek – Piotr Mężyński herbu Kościesza – walczył pod Stefanem Czarnieckim ze Szwedami i Rosjanami. Ojciec – Leonard Kościesza Mężyński był powszechnie poważanym w Tarnopolu powstańcem styczniowym. W Tarnopolu osiadł po powrocie z syberyjskiego zesłania. Włodzimierz był najmłodszy z ośmiorga rodzeństwa. Jego starszy brat Zygmunt Mężyński (1887–1940), major saperów Wojska Polskiego, walczył w powstaniu śląskim i wojnie z bolszewikami. Po kampanii wrześniowej trafił do niewoli sowieckiej i został zamordowany w Charkowie. Siostry Jadwiga i Stanisława zostały zesłane na Sybir. Siostra Antonina była siostrą zakonną ss. Sakramentek we Lwowie.

## Młodość
Włodzimierz od najmłodszych lat przejawia zapał do pracy niepodległościowej oraz talent literacki. Kończy studia w Wiedniu. Wstępuje do Polskiej Partii Socjalno-Demokratycznej (PPSD) Galicji i Śląska Cieszyńskiego – od 1911 działa w Krakowie. W 1912 roku osiada w Bielsku, podejmując pracę dependenta adwokackiego i obejmując sekretariat Komisji Zawodowej. Niemal od razu, przy pomocy niewielkiego grona ideowców przystępuje do organizowania oddziału Związku Strzeleckiego w Białej. Angażuje się także wspólnie z Juliuszem Łopatką i Leonardem Rybarskim współorganizuje także struktury żywieckiego "Strzelca". Poza tym jest redaktorem „Robotnika Tkackiego”, współpracuje z „Robotnikiem Śląskim” wydawanym na Śląsku Cieszyńskim i z „Naprzodem” w Krakowie. W 1913 r. Zostaje mianowany Sekretarzem Unii Robotników Tkackich. Pełni także funkcję sekretarza Powiatowej Kasy Chorych w Żywcu. Jest aktywnym działaczem społecznym na rzecz robotników, reprezentuje ich na zjazdach zawodowych w Wiedniu. Jest także aktywnym agitatorem politycznym, bierze udział w działalności PPSD w Białej, Bielsku, a także wielu miejscowościach Żywiecczyzny, Śląska Cieszyńskiego, aż po Opawę.

## I wojna światowa
Po wybuchu wojny, 24 września 1914 r. wraz z 39 strzelcami wyrusza z Białej do Legionów. To wydarzenie przechodzi do historii Bielska i Białej jako tzw. II powołanie (dla odróżnienia wymarszu Sokołów Henryka Boryczki z Białej). Ze strzelcami wstępuje w Krakowie do 2 p. piechoty Legionów Polskich. Wraz z tym pułkiem odbywa kampanię karpacką, besarabską i wołyńską II Brygady. Dowodzi kolejno: plutonem, kompanią, batalionem, a przez pewien czas pułkiem. Awansuje szybko na kolejne stopnie oficerskie.
Rozkazem komendy Legionów w maju 1915 roku jako porucznik obejmuje dowództwo kompanii w I. baonie 2 p.p. Legionów. W okresie walk na Besarabii, dowodząc w zastępstwie batalionem, zostaje ranny po raz pierwszy. Jako żołnierz i dowódca rzadko spotykanej odwagi, a także kolega o złotym sercu, zyskuje sobie mir i przywiązanie wśród podkomendnych. Dnia l listopada 1915 roku, mianowany kapitanem i komendantem baonu, bierze udział w bojach wołyńskich. Prowadzi brawurowy atak pod Kostjuchnówką, za co otrzymuje pochwalne uznanie.

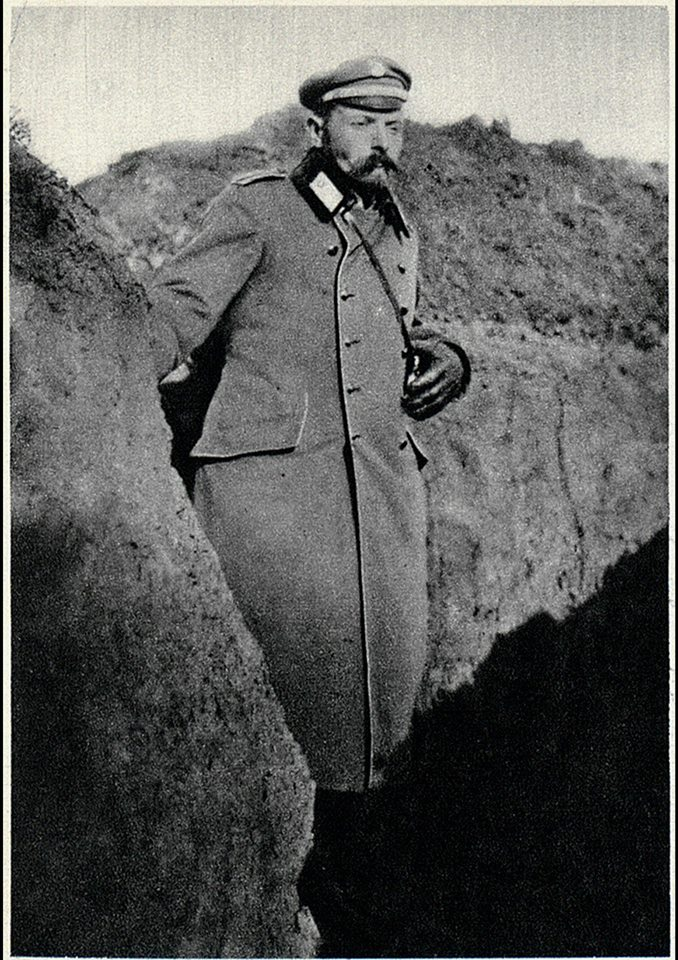
Major Mężyński w okopach, podczas I wojny światowej

Dnia 16 kwietnia 1916 roku, mianowany majorem. Dowodzi I. baonem 2. p.p. Legionów we wszystkich dalszych bojach II. Brygady, a od 30 lipca 1916 r. dowodzi w zastępstwie całym 2 pułkiem piechoty Legionów i doprowadza go do obozu w Baranowiczach. Jest to typowy oficer boju, dowódca umiejący łatwo porwać i poprowadzić za sobą żołnierzy. Ponadto dowódca o ugruntowanych przekonaniach ideowych i społecznych.
W lipcu 1917 r. Legioniści I. i III. Brygady odmawiają przysięgi na wierność Wilhelmowi II. 22 lipca 1917 roku, Niemcy aresztują Józefa Piłsudskiego. Odznaczony przez Niemców krzyżem żelaznym, przez Austriaków wojennym krzyżem zasługi za męstwo, wyniesiony szybko do godności wojskowych Włodzimierz Mężyński, odczuwa przede wszystkim, schorowanym już pod koniec wojny sercem, upokorzenia i przełomy, przez jakie musi przechodzić sprawa polska. Oddany sercem Komendantowi Piłsudskiemu, decyduje się jednak podczas przełomu w Baranowiczach pozostać w szeregach. Jest jednym z redaktorów znanego listu 2 p.p. Legionów, w którym on, a zanim koledzy z II. Brygady, postanawiają jednak „utrzymać karabin w garści”.
Końcem grudnia 1917 roku, chory major Mężyński przyjechał z kursu informacyjnego w Wiedniu prosto do szpitala garnizonowego w Krakowie. W tym czasie, zawiedzione w swych nadziejach państwa centralne odsyłają II. Brygadę Austriakom pod Czerniowce, a osadziwszy komendanta Piłsudskiego w Magdeburgu, postanawiają gdzie indziej zwrócić swe zainteresowania. 9 lutego 1918 roku Niemcy i Austria zawierają odrębny pokój z Ukrainą, tzw. traktat brzeski. Nie licząc się zupełnie z polskim stanem posiadania, przyznają Ukrainie Chełmszczyznę. W tym samym czasie umiera na atak serca w krakowskim szpitalu wojskowym mjr. Włodzimierz Mężyński, jeden z czołowych ideowców legionowych i oficerów 2 p.p. Legionów, odznaczony pośmiertnie orderem wojskowym „Virtuti Militari" V kl. (17 maja 1922) i Krzyżem Walecznych.
W II. Brygadzie Legionów, gromadziła się coraz większa nienawiść do okupantów i żądza odwetu. Fakt traktatu brzeskiego i śmierć mjra Mężyńskiego, stają się tą iskrą, która zapala proch. Dnia 13 lutego 1918 roku w Mamajowcach odbyło się nabożeństwo za duszę zmarłego oficera. W małej cerkwi ustawiono prostą, drewnianą trumnę. Zamiast ciała majora złożono w niej liczne niemieckie i austriackie odznaczenia, którymi nagrodzono legionistów II Brygady za waleczność na polu chwały. Kapelan, ksiądz Józef Panaś wygłosił krótkie i płomienne kazanie, a w porywie gniewu demonstracyjnie zerwał i podeptał sojusznicze ordery. Gest ten powtórzyli natychmiast wszyscy obecni, którzy nie zdjęli dotąd posiadanych insygniów zaborców. Oficerowie II. Brygady zrzucają odznaczenia austriackie i postanawiają przebić się z bronią w ręku przez front austriacki do II. Korpusu Polskiego, aby zaprotestować w ten sposób czynem, przeciwko podłości zaborców. W ten sposób, pośmiertnie Major porywa swą Brygadę do ostatnich bojów z zaborcami pod Rarańczą i pod Kaniowem.
Generał Zieliński o mjr Włodzimierzu Mężyńskim w rozkazie do Legionistów dnia 13 lutego 1918 roku:
Od podoficera do szarży oficera sztabowego szedł major Mężyński, nie zważając na swe słabe, nadwątlone zdrowie, po drodze pracy i nieskazitelnej służby, podyktowanej prostą linią jasnej duszy i charakteru i prawdziwym umiłowaniem idei wojska polskiego. Sam żołnierz, rozumiał żołnierza i był mu dowódcą z ducha i serca, a u schyłku dni swoich odszedł, jak strudzony pracą żniwiarz zasłużony. Żegnam w nim jednego z Tych, którym danem było podnieść szeregi Legionów ponad normę przeciętnego wojska, wykształcić ten szczególny duch w naszych szeregach, który był i będzie naszą sławą, dumą i pięknem. Za Twoje młode życie, które spłonęło jak wspaniała ofiara na ołtarzu Ojczyzny, za Twoja służbę wierną aż do śmierci – żegnamy Cię wszyscy, majorze Mężyński, naszym żołnierskim pozdrowieniem: Cześć!

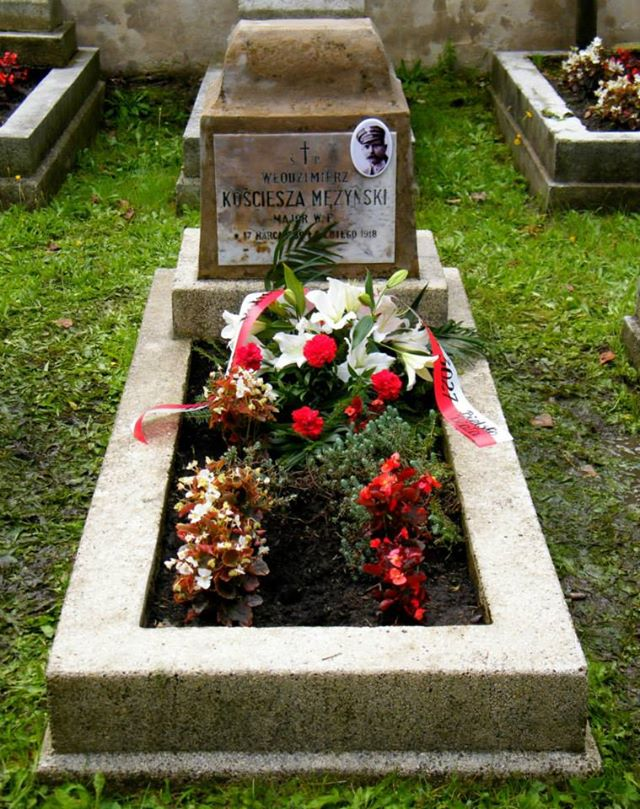
Zdjęcie nagrobka z sierpnia 2014

## Miejsce pochówku
Ciało 28-letniego Majora spoczęło na cmentarzu Legionistów w Krakowie (dzisiejsza kwatera legionistów na cmentarzu Rakowickim) wśród prostych żołnierskich mogił.

## Awanse
- chorąży – 29 września 1914,
- podporucznik – 27 stycznia 1915,
- porucznik – 26 maja 1915,
- kapitan – 1 listopada 1915,
- major – 16 kwietnia 1916.

## Pamięć o majorze
Mjr Włodzimierz Mężyński ze względu na swoją pracę na rzecz ruchu i idei strzeleckich, po odtworzeniu oddziału Związku Strzeleckiego w Białej został jego patronem (w latach 1926–1939).
Również dziś – imię oraz patronat majora nosi Jednostka Strzelecka 3027 Bielsko-Biała Związku Strzeleckiego „Strzelec” OSW.